# Charles L. McNary
Charles Linza McNary (ur. 12 czerwca 1874, zm. 25 lutego 1944) – republikański polityk z amerykańskiego stanu Oregon.
Urodzony w Salem, stolicy Oregonu, McNary ukończył studia na Uniwersytecie Stanforda, dzięki czemu zdobył zawód prawnika. Praktykował w tym zawodzie jako zastępca prokuratora trzech oregońskich dystryktów (1904–1911). Następnie był sędzią stanowego Sądu Najwyższego (1913–1915).
Senatorem został mianowany na skutek powstałego wakatu w roku 1917, po czym odnawiał swój mandat i zasiadał w izbie wyższej amerykańskiego Kongresu aż do swojej śmierci w 1944 roku. Od roku 1933 do śmierci był też liderem mniejszości.
Kandydat w wyborach 1940 roku na urząd prezydenta Wendell Willkie z Nowego Jorku, który reprezentował skrzydło liberalne partii mianował McNary’ego swoim kandydatem na wiceprezydenta. Zachodni konserwatyzm McNary’ego miał zrównoważyć wschodni liberalizm Willkiego. Jednakże tandem Willkie-McNary przegrał wyraźnie z urzędującym demokratycznym prezydentem Franklinem Delano Rooseveltem oraz Henrym Wallace’em.